# Зекцер, Иосиф Абрамович
Иосиф Абрамович Зекцер (1867—1933) — русский и советский архитектор.

## Биография
Родился в 1867 году в религиозной еврейской семье, учился в Винницкой гимназии. Изначально родители предполагали дать сыну религиозное образование, чтобы Иосиф стал раввином, однако сам Иосиф отдал предпочтение инженерии. В то время данное давало право на создание построек. Как инженер Иосиф решил стать архитектором и поехал за границу получать архитектурный опыт в Париже, Берлине и Вене. К 30-и годам у него уже был пятилетний стаж в строительстве. Вернувшись из-за границы Иосиф переезжает из Винницы в Киев. В Киеве он открывает техническо-строительное бюро и начинает практику частного архитектора. После революции Зекцер стал работать на должности заведующего ремонтно-строительным отделом коммунальных учреждений города.
В 1933 году зодчий попал под колёса трамвая… Как только приехала скорая архитектора доставили в больницу Скорой помощи (здание, которое он сам проектировал). По словам его дочери, последние слова перед операцией были: «Я много строил, пусть строят другие» данную ему маску с наркозом он отстранил рукой и вскоре его не стало.

## Проекты
- Дом Богрова (бульвар Шевченко, 4)(идентичное здание по заказу графини Роговской по ул. Большая Житомирская, 8-Б)
- Дом Баксанта (ул. Пушкинская, 21)
- Дом Закса (ул. Крещатик, 6, соавтор — Д. Г. Торов.)
- Дом врача Камионского (ул. Саксаганского, 72)
- Дом певца Камионского (ул. Саксаганского, 58)
- Комплекс Общества Скорой помощи (копия здания скорой помощи в Мадриде. Испания)(ул. Рейтарская, 22, соавтор — Д. Г. Торов.)
- Дом Леонтовича (ул. Михаила Грушевского, 16)
- Дом Гронфайна (ул. Саксаганского, 33-35)
- Дом Мороза (ул. Владимирская, 61/11)